# Mališevo
Mališevo (se citește Malișevo) (albaneză Malishevë sau Malisheva sârbă Малишево, cu alfabetul latin: Mališevo) este un oraș și municipiu  în districtul Prizren situat în centrul provinciei Kosovo. Orașul are aproximativ 2.300 de locuitori în timp ce 56.000 de locuitori trăiesc în municipiu.

## Istorie
Orașul a fost o fortăreață pentru etnicii albanezi ai Armatei de Eliberare din Kosovo în timpul războiului din Kosovo din 1998/1999. Misiunea Administrativă Interimară a Organizației Națiunilor Unite în Kosovo a restabilit municipiul Mališevo în iunie 2000. În timpul războiului, numeroase atrocități au fost comise atât de forțele albaneze cât și de forțele iugoslave. Un astfel de incident s-a petrecut în Mališevo, unde nu mai puțin de șapte bărbați sârbi au fost uciși, el fiind numit Masacrul de la Mališevo. Oficiul pentru Persoanele Dispărute și Juridice conduse de ONU a început excavările la locul incidentului în luna mai 2005.

## Demografie
| Structura Etnică , Inclusiv PSI (persoane strămutate intern) |          |      |      |      |             |
| An/Populațe                                                  | Albanezi | %    | Romi | %    | Total       |
| Ianuarie 1999                                                | 60,411   | N/A  | 45   |      | 60,456      |
| Februarie 2005                                               | 65,500   | 99.9 | 20   | 0.01 | App. 65,520 |
| Ref: OSCE Arhivat în 6 iunie 2011, la Wayback Machine.)      |          |      |      |      |             |

## Personalități născute aici
- Ermal Krasniqi (n. 1998), fotbalist.